# Giro di Svizzera 2017
Il Giro di Svizzera 2017, ottantunesima edizione della corsa, valido come ventiquattresima prova dell'UCI World Tour 2017, si svolse dal 10 al 18 giugno 2017 su un percorso di 1 164,8 km suddivisi in nove tappe, con partenza da Cham e arrivo a Sciaffusa, in Svizzera. La vittoria fu appannaggio dello sloveno Simon Špilak, che completò il percorso in 28h 37' 11" precedendo l'italiano Damiano Caruso e l'olandese Steven Kruijswijk.
Al traguardo di Sciaffusa 140 ciclisti, dei 176 partiti da Cham, portarono a termine la competizione.

## Tappe
| Tappa  | Data      | Percorso                                  | km      | Vincitore di tappa | Leader cl. generale |
| ------ | --------- | ----------------------------------------- | ------- | ------------------ | ------------------- |
| 1ª     | 10 giugno | Cham > Cham (cron. individuale)           | 6       | Rohan Dennis       | Rohan Dennis        |
| 2ª     | 11 giugno | Cham > Cham                               | 172,7   | Philippe Gilbert   | Stefan Küng         |
| 3ª     | 12 giugno | Menziken > Berna                          | 159,3   | Michael Matthews   | Michael Matthews    |
| 4ª     | 13 giugno | Berna > Villars-sur-Ollon                 | 143,2   | Lawrence Warbasse  | Damiano Caruso      |
| 5ª     | 14 giugno | Bex > Cevio                               | 222     | Peter Sagan        | Damiano Caruso      |
| 6ª     | 15 giugno | Locarno > La Punt                         | 166,7   | Domenico Pozzovivo | Domenico Pozzovivo  |
| 7ª     | 16 giugno | Zernez > Sölden/Tiefenbachferner (AUT)    | 166,3   | Simon Špilak       | Simon Špilak        |
| 8ª     | 17 giugno | Sciaffusa > Sciaffusa                     | 100     | Peter Sagan        | Simon Špilak        |
| 9ª     | 18 giugno | Sciaffusa > Sciaffusa (cron. individuale) | 28,6    | Rohan Dennis       | Simon Špilak        |
| Totale | Totale    | Totale                                    | 1 164,8 |                    |                     |

## Squadre e corridori partecipanti
Alla manifestazione partecipano 22 squadre composte da 8 corridori, per un totale di 176 al via. Alle 18 squadre con licenza World Tour (partecipanti di diritto) si aggiungono 4 squadre Professional Continental invitate dall'organizzazione: Aqua Blue Sport, CCC Sprandi Polkowice, Direct Énergie e Roompot-Nederlandse Loterij.
| N.      | Cod. | Squadra              |
| ------- | ---- | -------------------- |
| 1-8     | AST  | Astana Pro Team      |
| 11-18   | BMC  | BMC Racing Team      |
| 21-28   | ALM  | AG2R La Mondiale     |
| 31-38   | BOH  | Bora-Hansgrohe       |
| 41-48   | CDT  | Cannondale-Drapac    |
| 51-58   | DDD  | Team Dimension Data  |
| 61-68   | FDJ  | FDJ                  |
| 71-78   | KAT  | Team Katusha Alpecin |
| 81-88   | LTS  | Lotto Soudal         |
| 91-98   | MOV  | Movistar Team        |
| 101-108 | ORS  | Orica-Scott          |

| N.      | Cod. | Squadra                     |
| ------- | ---- | --------------------------- |
| 111-118 | QST  | Quick-Step Floors           |
| 121-128 | SKY  | Team Sky                    |
| 131-138 | SUN  | Team Sunweb                 |
| 141-148 | TBM  | Bahrain-Merida              |
| 151-158 | TFS  | Trek-Segafredo              |
| 161-168 | TLJ  | Team Lotto NL-Jumbo         |
| 171-178 | UAD  | UAE Team Emirates           |
| 181-188 | ABS  | Aqua Blue Sport             |
| 191-198 | CCC  | CCC Sprandi Polkowice       |
| 201-208 | DEN  | Direct Énergie              |
| 211-218 | RNL  | Roompot-Nederlandse Loterij |

## Dettaglio delle tappe

### 1ª tappa
- 10 giugno: Cham > Cham – Cronometro individuale – 6 km

Risultati
| Pos. | Corridore        | Squadra | Tempo |
| ---- | ---------------- | ------- | ----- |
| 1    | Rohan Dennis     | BMC     | 6'24" |
| 2    | Stefan Küng      | BMC     | a 8"  |
| 3    | Matthias Brändle | Trek    | a 9"  |

| Pos. | Corridore        | Squadra | Tempo |
| ---- | ---------------- | ------- | ----- |
| 1    | Rohan Dennis     | BMC     | 6'24" |
| 2    | Stefan Küng      | BMC     | a 8"  |
| 3    | Matthias Brändle | Trek    | a 9"  |

### 2ª tappa
- 11 giugno: Cham > Cham – 172,7 km

Risultati
| Pos. | Corridore        | Squadra    | Tempo    |
| ---- | ---------------- | ---------- | -------- |
| 1    | Philippe Gilbert | Quick-Step | 4h22'36" |
| 2    | Patrick Bevin    | Cannondale | s.t.     |
| 3    | Anthony Roux     | FDJ        | s.t.     |

| Pos. | Corridore        | Squadra | Tempo    |
| ---- | ---------------- | ------- | -------- |
| 1    | Stefan Küng      | BMC     | 4h29'08" |
| 2    | Michael Matthews | Sunweb  | a 1"     |
| 3    | Tom Dumoulin     | Sunweb  | s.t.     |

### 3ª tappa
- 12 giugno: Menziken > Berna – 159,3 km

Risultati
| Pos. | Corridore        | Squadra | Tempo    |
| ---- | ---------------- | ------- | -------- |
| 1    | Michael Matthews | Sunweb  | 3h49'48" |
| 2    | Peter Sagan      | Bora    | s.t.     |
| 3    | John Degenkolb   | Trek    | s.t.     |

| Pos. | Corridore        | Squadra | Tempo    |
| ---- | ---------------- | ------- | -------- |
| 1    | Michael Matthews | Sunweb  | 8h18'47" |
| 2    | Tom Dumoulin     | Sunweb  | a 10"    |
| 3    | Peter Sagan      | Bora    | a 11"    |

### 4ª tappa
- 13 giugno: Berna > Villars-sur-Ollon – 143,2 km

Risultati
| Pos. | Corridore         | Squadra   | Tempo    |
| ---- | ----------------- | --------- | -------- |
| 1    | Lawrence Warbasse | Aqua Blue | 3h48'55" |
| 2    | Damiano Caruso    | BMC       | a 40"    |
| 3    | Steven Kruijswijk | Lotto NL  | s.t.     |

| Pos. | Corridore          | Squadra  | Tempo     |
| ---- | ------------------ | -------- | --------- |
| 1    | Damiano Caruso     | BMC      | 12h08'35" |
| 2    | Steven Kruijswijk  | Lotto NL | a 15"     |
| 3    | Domenico Pozzovivo | AG2R     | a 24"     |

### 5ª tappa
- 14 giugno: Bex > Cevio – 222 km

Risultati
| Pos. | Corridore        | Squadra    | Tempo    |
| ---- | ---------------- | ---------- | -------- |
| 1    | Peter Sagan      | Bora       | 5h15'50" |
| 2    | Michael Albasini | Orica      | s.t.     |
| 3    | Matteo Trentin   | Quick-Step | s.t.     |

| Pos. | Corridore          | Squadra  | Tempo     |
| ---- | ------------------ | -------- | --------- |
| 1    | Damiano Caruso     | BMC      | 17h24'24" |
| 2    | Steven Kruijswijk  | Lotto NL | a 16"     |
| 3    | Domenico Pozzovivo | AG2R     | a 25"     |

### 6ª tappa
- 15 giugno: Locarno > La Punt – 166,7 km

Risultati
| Pos. | Corridore          | Squadra      | Tempo    |
| ---- | ------------------ | ------------ | -------- |
| 1    | Domenico Pozzovivo | AG2R         | 4h38'49" |
| 2    | Rui Costa          | UAE          | a 4"     |
| 3    | Ion Izagirre       | Bahrain-Mer. | s.t.     |

| Pos. | Corridore          | Squadra  | Tempo     |
| ---- | ------------------ | -------- | --------- |
| 1    | Domenico Pozzovivo | AG2R     | 22h03'28" |
| 2    | Damiano Caruso     | BMC      | s.t.      |
| 3    | Steven Kruijswijk  | Lotto NL | a 13"     |

### 7ª tappa
- 16 giugno: Zernez > Sölden/Tiefenbachferner (AUT) – 166,3 km

Risultati
| Pos. | Corridore         | Squadra      | Tempo    |
| ---- | ----------------- | ------------ | -------- |
| 1    | Simon Špilak      | Katusha      | 3h58'36" |
| 2    | Ion Izagirre      | Bahrain-Mer. | a 22"    |
| 3    | Joseph Dombrowski | Cannondale   | a 36"    |

| Pos. | Corridore         | Squadra  | Tempo     |
| ---- | ----------------- | -------- | --------- |
| 1    | Simon Špilak      | Katusha  | 26h02'16" |
| 2    | Damiano Caruso    | BMC      | a 52"     |
| 3    | Steven Kruijswijk | Lotto NL | a 1'05"   |

### 8ª tappa
- 17 giugno: Sciaffusa > Sciaffusa – 100 km

Risultati
| Pos. | Corridore      | Squadra    | Tempo    |
| ---- | -------------- | ---------- | -------- |
| 1    | Peter Sagan    | Bora       | 1h57'34" |
| 2    | Sacha Modolo   | UAE        | s.t.     |
| 3    | Matteo Trentin | Quick-Step | s.t.     |

| Pos. | Corridore         | Squadra  | Tempo     |
| ---- | ----------------- | -------- | --------- |
| 1    | Simon Špilak      | Katusha  | 27h59'50" |
| 2    | Damiano Caruso    | BMC      | a 52"     |
| 3    | Steven Kruijswijk | Lotto NL | a 1'05"   |

### 9ª tappa
- 18 giugno: Sciaffusa > Sciaffusa – Cronometro individuale – 28,6 km

Risultati
| Pos. | Corridore      | Squadra | Tempo  |
| ---- | -------------- | ------- | ------ |
| 1    | Rohan Dennis   | BMC     | 36'30" |
| 2    | Stefan Küng    | BMC     | a 29"  |
| 3    | Damiano Caruso | BMC     | a 47"  |

| Pos. | Corridore         | Squadra  | Tempo     |
| ---- | ----------------- | -------- | --------- |
| 1    | Simon Špilak      | Katusha  | 28h37'11" |
| 2    | Damiano Caruso    | BMC      | a 48"     |
| 3    | Steven Kruijswijk | Lotto NL | a 1'08"   |

## Evoluzione delle classifiche
| Tappa              | Vincitore          | Classifica generale Maglia gialla | Classifica a punti Maglia nera | Classifica scalatori Maglia azzurra | Classifica svizzeri Maglia rossa | Classifica a squadre |
| ------------------ | ------------------ | --------------------------------- | ------------------------------ | ----------------------------------- | -------------------------------- | -------------------- |
| 1ª                 | Rohan Dennis       | Rohan Dennis                      | Rohan Dennis                   | non assegnata                       | Stefan Küng                      | BMC Racing Team      |
| 2ª                 | Philippe Gilbert   | Stefan Küng                       | Nicolas Dougall                | Lasse Norman Hansen                 | Stefan Küng                      | BMC Racing Team      |
| 3ª                 | Michael Matthews   | Michael Matthews                  | Michael Matthews               | Lasse Norman Hansen                 | Michael Albasini                 | Team Sunweb          |
| 4ª                 | Lawrence Warbasse  | Damiano Caruso                    | Michael Matthews               | Lasse Norman Hansen                 | Mathias Frank                    | AG2R La Mondiale     |
| 5ª                 | Peter Sagan        | Damiano Caruso                    | Peter Sagan                    | Lasse Norman Hansen                 | Mathias Frank                    | AG2R La Mondiale     |
| 6ª                 | Domenico Pozzovivo | Domenico Pozzovivo                | Peter Sagan                    | Lasse Norman Hansen                 | Mathias Frank                    | AG2R La Mondiale     |
| 7ª                 | Simon Špilak       | Simon Špilak                      | Peter Sagan                    | Lasse Norman Hansen                 | Mathias Frank                    | AG2R La Mondiale     |
| 8ª                 | Peter Sagan        | Simon Špilak                      | Peter Sagan                    | Lasse Norman Hansen                 | Mathias Frank                    | AG2R La Mondiale     |
| 9ª                 | Rohan Dennis       | Simon Špilak                      | Peter Sagan                    | Lasse Norman Hansen                 | Mathias Frank                    | AG2R La Mondiale     |
| Classifiche finali | Classifiche finali | Simon Špilak                      | Peter Sagan                    | Lasse Norman Hansen                 | Mathias Frank                    | AG2R La Mondiale     |

## Classifiche finali

### Classifica generale - Maglia gialla
| Pos. | Corridore          | Squadra      | Tempo     |
| ---- | ------------------ | ------------ | --------- |
| 1    | Simon Špilak       | Katusha      | 28h37'11" |
| 2    | Damiano Caruso     | BMC          | a 48"     |
| 3    | Steven Kruijswijk  | Lotto NL     | a 1'08"   |
| 4    | Domenico Pozzovivo | AG2R         | a 2'37"   |
| 5    | Rui Costa          | UAE          | a 3'09"   |
| 6    | Ion Izagirre       | Bahrain-Mer. | a 3'51"   |
| 7    | Mathias Frank      | AG2R         | a 4'00"   |
| 8    | Marc Soler         | Movistar     | a 4'14"   |
| 9    | Mikel Nieve        | Sky          | a 4'47"   |
| 10   | Pello Bilbao       | Astana       | a 5'30"   |

### Classifica a punti - Maglia nera
| Pos. | Corridore      | Squadra | Punti |
| ---- | -------------- | ------- | ----- |
| 1    | Peter Sagan    | Bora    | 37    |
| 2    | Damiano Caruso | BMC     | 25    |
| 3    | Stefan Küng    | BMC     | 21    |
| 4    | Rohan Dennis   | BMC     | 20    |
| 5    | Simon Špilak   | Katusha | 18    |

### Classifica scalatori - Maglia azzurra
| Pos. | Corridore          | Squadra   | Punti |
| ---- | ------------------ | --------- | ----- |
| 1    | L. Norman Hansen   | Aqua Blue | 54    |
| 2    | Nick Van Der Lijke | Roompot   | 45    |
| 3    | Damiano Caruso     | BMC       | 31    |
| 4    | Jan Bakelants      | AG2R      | 28    |
| 5    | Simon Špilak       | Katusha   | 26    |

### Classifica svizzeri - Maglia rossa
| Pos. | Corridore        | Squadra | Tempo      |
| ---- | ---------------- | ------- | ---------- |
| 1    | Mathias Frank    | AG2R    | 28h41'11"  |
| 2    | Michael Schär    | BMC     | a 30'39"   |
| 3    | Stefan Küng      | BMC     | a 50'37"   |
| 4    | Michael Albasini | Orica   | a 1h02'51" |
| 4    | Reto Hollenstein | Katusha | a 1h05'14" |

### Classifica a squadre
| Pos. | Squadra              | Tempo     |
| ---- | -------------------- | --------- |
| 1    | AG2R La Mondiale     | 86h12'42" |
| 2    | Movistar Team        | a 3'36"   |
| 3    | Team Katusha Alpecin | a 18'37"  |
| 4    | Bahrain-Merida       | a 19'47"  |
| 5    | UAE Team Emirates    | a 21'38"  |